# Circa Survive
Circa Survive é uma banda de indie rock e rock experimental  formada em 2004 na Philadelphia, Pennsylvania.
O Circa Survive rapidamente ganhou fama na cena da música indie em pouco mais de dois anos com seu álbum de estréia de 2005, Juturna (álbum) Juturna e segundo álbum, On Letting Go, lançado em 2007. Ambos os álbuns foram lançados pela Equal Vision Records. Seu terceiro álbum, Blue Sky Noise, foi lançado pela Atlantic Records em 2010, aclamado pela crítica. Depois de se separar da Atlantic Records, o quarto álbum da banda, Violent Waves, foi lançado independentemente em 2012. Seu quinto álbum, Descensus, foi lançado pela Sumerian Records em 2014, seu sexto, The Amulet, com Hopeless Records em outubro de 2017, e seu sétimo e último álbum, Two Dreams foi lançado pela Rise Records em Dezembro de 2022.
No dia 16 de Outubro de 2022, a banda entrou em um hiato indeterminado. 

## História

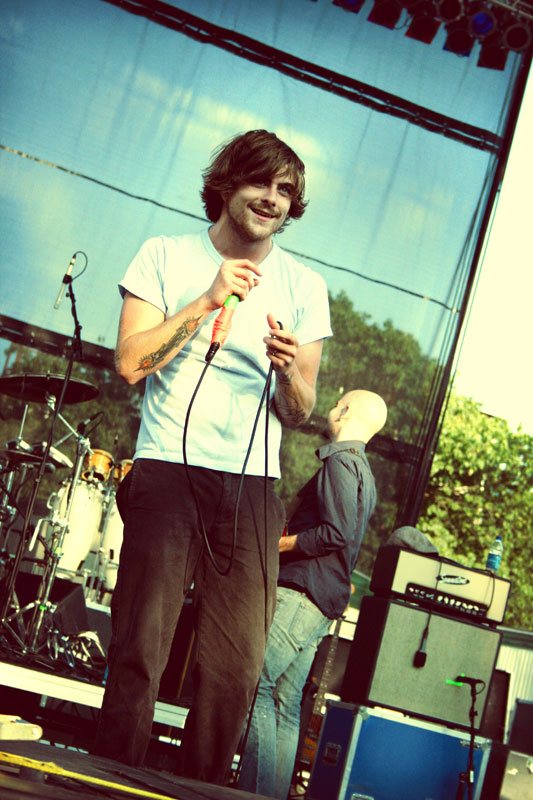
Anthony Green se apresentando com Circa Survive em Ohio em 28/09/14

Anthony Green foi a sua cidade natal, Philadelphia, para visitar sua namorada Meredith e para uma consulta no dentista. Após esse tempo que passou com seus familiares, tinha que retornar para Califórnia e continuar a trabalhar com a sua banda Saosin, na qual ele era vocalista e compositor. Diz Anthony Green que quando estava em uma conexão com Phoenix teve uma epifania e começou a sentir que o seu caminho junto a banda Saosin já havia acabado, apesar de a banda estar no seu melhor estado e prestes a se juntar a uma grande gravadora. Green se sentiu desmotivado a tocar com os antigos companheiros de banda, tinha medo que a nova gravadora colocasse rótulos, tornando o som mais "pop". Anthony Green também afirma que outro motivo para deixar Saosin foi porque ele sentia muitas saudades de sua família em sua cidade natal. Green apos um tempo foi falar com um velho amigo com quem já havia tocado algumas vezes e tinha feito algumas "jams": Colin Frangicetto (ex-This Day Forward). Após trocarem algumas idéias decidiram montar um novo projeto e contavam também com a parceria da gravadora Equal Vision Records (gravadora independente). Colin Frangicetto se lembrou de antigos companheiros da banda This Day Forward onde também havia tocado por um bom tempo. A formação foi completa e após algumas composições, já sabiam que essa era a sonoridade que queriam.

## Discografia

### Juturna
Lançado em 29 de abril de 2005, Juturna é o primeiro álbum oficial da banda. Foi lançado em 2005 e contém 11 faixas, além de uma faixa secreta na última musica. Logo após o termino da música "Meet Me in Montauk" fica um grande silencio e quando chega aos 8 minutos e 40 segundos, começa a segunda parte. Esse álbum tem dois single "act appalled" e "In fear and faith". O álbum chegou a #183 na Billboard 200 no dia 7 de maio de 2005 e vendeu 74,896 copias. Na mitologia romana Juturna é uma deus-ninfa das águas e mananciais.

### On Letting Go
Lançado em 29 de maio de 2007, On Letting Go é o segundo álbum de estúdio, lançado no ano de 2007 também pela equal vision records. Nesse álbum, a banda se afirmou totalmente como prog rock/experimental rock. Já que as guitarras sempre mostram efeitos como delay, flange, chorus e sempre com riffs bem elaborados. As letras sempre fazem críticas ao ser humano e suas inúmeras falhas tendo também algumas musicas "politizadas" e românticas. O álbum chegou a posição 24º na Billboard 200 no dia 11 de julho de 2007. E vendeu 24,000 cópias, fora downloads da internet. Os singles são "The Difference Between Medicine and Poison is in the Dose" e "In the Morning and Amazing".

### Blue Sky Noise
Lançado em  20 de abril de 2010. Havia muita expectativa para esse álbum, já que a banda não lançava nada desde 2007. Com dificuldades, banda foi criando os sons e se preparando para gravação. O contrato que a banda tinha com a gravadora Equal Vision Records havia acabado e a banda agora analisava propostas de várias gravadoras para decidir qual seria a melhor para se lançar o novo álbum. A escolhida foi a Atlantic Records - a gravadora de bandas como  Rush, Led Zeppelin, Bjork, Skillet, entre outros. O preorder do álbum foi disponibilizado no site oficial da banda, onde era possível comprar o álbum pela internet e recebe-lo duas semanas antes do lançamento. A pegada do álbum foi quase a mesma do álbum "On Letting Go", tendo até mesmo uma faixa inteiramente instrumental, outra faixa contendo um coral, inovando e trazendo muitas surpresa aos fãs da banda. Os singles de maior sucesso deste álbum são "Get Out" e "Imaginary Enemy".

### Violent Waves
Em 25 de Junho de 2012, Circa abriu a pré venda do álbum Violent Waves em seu site, oficialmente anunciando o nome escolhido e a data de lançamento, sendo 28 de Agosto. Além de conter uma nova música, chamada "Suitcase". A banda também confirmou a produção independente.

### Descensus
Em Abril de 2014, Circa Survive entrou no Studio 4 em Conshohocken para gravar seu quinto álbum com o produtor Will Yip. Eles gravaram 11 músicas durante as sessões e concluíram no final de Maio. No dia 19 de Maio, durante uma entrevista de Saosin no Skate and Surf, Anthony Green estabeleceu que Circa Survive tinha um novo trabalho chegando em breve, quando disse: "have a new record coming out, hopefully in the fall, I mean I fucking shouldn't even say that, probably".
Em 15 de Agosto de 2014, a banda anunciou ter assinado com a gravadora Sumerian Records para o lançamento do quinto álbum e também uma reedição do álbum anterior. Numa entrevista para a Alternative Press, Green disse que o próximo álbum estava na reta final: "Well, the next Circa record is done. We’re in the final process of getting the final mixes right now." Ele também afirmou que era o trabalho mais agressivo que eles haviam feito e que não podiam ter feito melhor.
O álbum foi programado para ser lançando 24 de Novembro de 2014. O primeiro single e vídeo de Descensus foi "Schema".

## Turnês
A banda fez uma turnê mundial em 2015, que passou pelos Estados Unidos, Reino Unido, Austrália, Alemanha e Brasil. No Brasil, os shows foram com a banda Bullet Bane e aconteceram no Rio de Janeiro, Belo Horizonte, São Paulo e Curitiba, de 01 a 04 de Outubro.

## Integrantes
- Anthony Green - vocal
- Colin Frangicetto - guitarra
- Brendan Ekstrom - guitarra
- Nick Beard - baixo
- Steve Clifford - bateria